# Liste der Monuments historiques in Vaudes
Die Liste der Monuments historiques in Vaudes führt die Monuments historiques in der französischen Gemeinde Vaudes auf.

## Liste der Immobilien
| Bezeichnung | Beschreibung            | Standort          | Kennzeichnung | Schutzstatus | Datum | Bild           |
| ----------- | ----------------------- | ----------------- | ------------- | ------------ | ----- | -------------- |
| Wegekreuz   | aus dem 16. Jahrhundert | Grande Rue (Lage) | PA00078295    | Inscrit      | 1939  | weitere Bilder |

## Liste der Objekte
| Bezeichnung                             | Beschreibung                                                                                   | Standort                      | Kennzeichnung | Schutzstatus | Datum | Bild |
| --------------------------------------- | ---------------------------------------------------------------------------------------------- | ----------------------------- | ------------- | ------------ | ----- | ---- |
| Handreliquiar                           | Kupfer, 15. Jahrhundert; in der Mairie deponiert, dort nicht mehr auffindbar (im Bild links)   | in der Kirche St-Clair (Lage) | PM10002746    | Classé       | 1896  |      |
| Skulptur Madonna mit Kind (1)           | Kalkstein, farbig gefasst, erste Hälfte des 16. Jahrhunderts                                   | in der Kirche St-Clair (Lage) | PM10002748    | Classé       | 1908  |      |
| Taufbecken                              | Kalkstein, bezeichnet 1553; beim Kirchenbrand von 1950 zerstört                                | in der Kirche St-Clair (Lage) | PM10002754    | Classé       | 1913  |      |
| Skulptur Heiliger Rochus                | Kalkstein, einfarbig gefasst, 16. Jahrhundert                                                  | in der Kirche St-Clair (Lage) | PM10002752    | Classé       | 1913  |      |
| Pietà                                   | Kalkstein, einfarbig gefasst, 16. Jahrhundert                                                  | in der Kirche St-Clair (Lage) | PM10002751    | Classé       | 1913  |      |
| Skulptur Heilige Margaretha             | Kalkstein, farbig gefasst, 16. Jahrhundert                                                     | in der Kirche St-Clair (Lage) | PM10003408    | Classé       | 1913  |      |
| Skulptur Heiliger Clarus                | Kalkstein, 14. Jahrhundert                                                                     | in der Kirche St-Clair (Lage) | PM10002750    | Classé       | 1913  |      |
| Kirchenfenster                          | aus dem 16. Jahrhundert; in der Mairie deponiert                                               | in der Kirche St-Clair (Lage) | PM10002747    | Classé       | 1897  |      |
| Skulptur Heiliger Antonius              | Holz, 16. Jahrhundert                                                                          | in der Kirche St-Clair (Lage) | PM10002753    | Classé       | 1913  |      |
| Prozessionskreuz                        | Holz, Kupfer, versilbert, 16. Jahrhundert; in der Mairie deponiert, dort nicht mehr auffindbar | in der Kirche St-Clair (Lage) | PM10002745    | Classé       | 1896  |      |
| Manuscript Officium des heiligen Clarus | Pergament, 16. Jahrhundert                                                                     | in der Kirche St-Clair (Lage) | PM10002755    | Classé       | 1939  |      |
| Skulptur Madonna mit Kind (2)           | Kalkstein, 14. oder 15. Jahrhundert                                                            | in der Kirche St-Clair (Lage) | PM10002749    | Classé       | 1913  |      |
| Kelch                                   | Goldschmiedearbeit, 17. Jahrhundert                                                            | in der Kirche St-Clair (Lage) | PM10002756    | Classé       | 1957  |      |